# 生活支援コーディネーター
生活支援コーディネーター（せいかつしえんコーディネーター、SC）は、高齢者の生活支援・介護予防の基盤整備を推進していく事を目的に、全国の市町村に配置されている。地域支え合い推進員ともいう。
介護保険法（地域支援事業実施要項生活支援体制整備事業）に基づく。
市町村区域（第1層）、日常生活圏域（第2層）に配置をされるが、市町村によって何名ずつ配置をされているかは様々。